# كاواغويه (سايتاما)
مدينة كاواغويه (باليابانية: 川越市 كاواغويه-شي) هي مدينة تقع في محافظة سايتاما، اليابان. وهي تبعد حوالي 30 دقيقة في القطار من إكه-بوكورو في طوكيو.
في عام 2010، وصل التعداد السكاني للمدينة إلى 341,187 نسمة والكثافة السكانية 3130 نسمة في الكيلومتر مربع، والمساحة الإجمالية 109.16 كم مربع.

## تاريخ
تم تأسيس المدينة كبلدة (川越町 كاواغويه-تشو) في الأول من أبريل 1889، وأصبحت أول مدينة في محافظة سايتاما في الأول من ديسمبر 1922.
في الماضي كانت المدينة تعرف باسم «إيدو الصغيرة» (小江戸 كو-إيدو) دلالة على شبهها بإيدو (طوكيو حاليا).

## جغرافيا
تعتبر مدينة كاواغويه من المدن التابعة لمنطقة طوكيو الكبرى على الرغم من تبعيتها الإدارية إلى محافظة سايتاما وتصنيف على أنها مدينة نواة.

## اقتصاد
تشتهر مدينة كاواغويه بإنتاج البطاطا الحلوة وبشارع السكاكر المحلي الذي يباع فيه الكثير من الحلويات المصنعة من البطاطا الحلوة.

## التعليم
- جامعة واسيدا، حرم كاواغويه
- جامعة تويو، حرم كاواغويه

## توأمة
لكاواغويه (سايتاما) اتفاقيات توأمة مع كل من:
- أوتون
- أوفنباخ أم ماين (1983 - )
- سايلم

## أعلام
- ريوشي كييوناري
- تايسوكي ميازاكي
- رين أوغاوا
- هيساكو هيجوتشي
- ماساشيكا لشيمورا

## وصلات خارجية
- الموقع الرسمي لمدينة كاواغويه نسخة محفوظة 13 فبراير 2007 على موقع واي باك مشين.